# آلي بيكرينغ
آلي بيكرينغ (بالإنجليزية: Ally Pickering)‏ (22 يونيو 1967 بمانشستر في المملكة المتحدة - ) هو مدرب كرة قدم ولاعب كرة قدم بريطاني في مركز الدفاع. لعب مع ستوك سيتي وكوفنتري سيتي ونادي بيرنلي ونادي تشيسترفيلد ونادي روذرهام يونايتد ونادي هايد إف سي ونادي تشستر سيتي ونادي غاينسبورو ترينيتي وBuxton F.C. ‏ وMossley A.F.C. ‏ ونادي ألترينتشام.

## وصلات خارجية
- آلي بيكرينغ على موقع قاعدة بيانات كرة القدم.إي يو (الإنجليزية)
- آلي بيكرينغ على موقع Soccerbase.com (لاعب) (الإنجليزية)
- آلي بيكرينغ على موقع عالم كرة القدم.نت (الإنجليزية)